# Mons Huygens
Mons Huygens es la montaña más alta de la Luna (aunque no su punto más elevado). Mide unos 5.5 km de alto y 41.97 km de diámetro y se encuentra ubicada en los Montes Apenninus. Los Montes Apenninus se formaron por el impacto que creó el Mare Imbrium.
El nombre de la montaña fue puesto en referencia al astrónomo, físico y matemático neerlandés Christiaan Huygens.

## Cráteres satélite
Los cráteres satélite son pequeños cráteres situados próximos al accidente geográfico principal, recibiendo el mismo nombre que dicho accidente acompañado de una letra mayúscula complementaria (incluso si la formación de estos cráteres es independiente de la formación del accidente principal). 

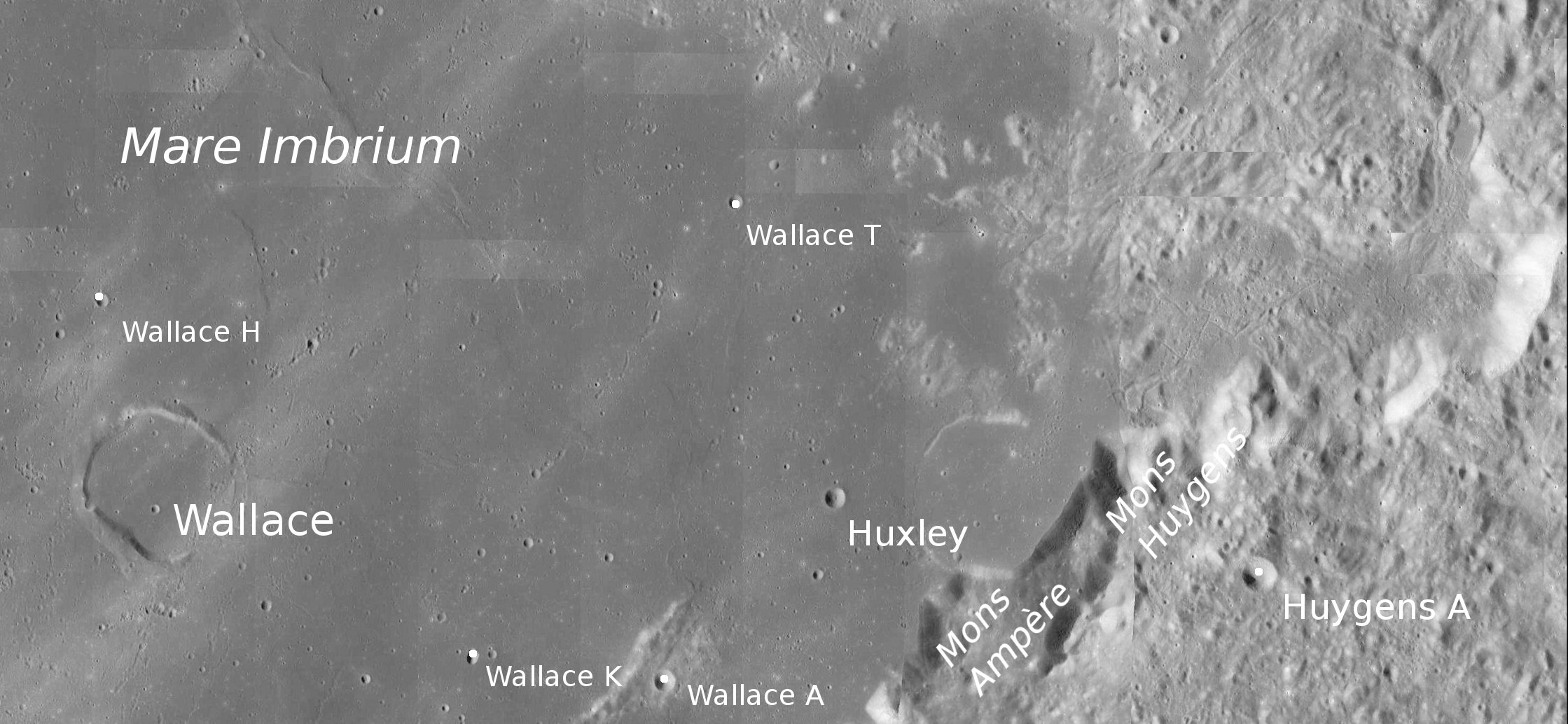
Mons Huygens y su cráter satélite Huygens A

| Huygens | Coordenadas                   | Diámetro |
| ------- | ----------------------------- | -------- |
| A       | 19°46′N 1°55′O / 19.77, -1.92 | 5.88 km  |